# Asphondylia antennariae
Asphondylia antennariae är en tvåvingeart som först beskrevs av Wheeler 1889.  Asphondylia antennariae ingår i släktet Asphondylia och familjen gallmyggor. Inga underarter finns listade i Catalogue of Life.